# (3689) Yeates
(3689) Yeates (1981 JJ2) – planetoida z grupy pasa głównego asteroid okrążająca Słońce w ciągu 4,89 lat w średniej odległości 2,88 au Odkryła Ją Carolyn Shoemaker 5 maja 1981 roku.